# Столична мухафаза
Столична мухафаза (араб. محافظة العاصمة, англ. Capital Governorate) — адміністративна одиниця у складі Бахрейну. Адміністративний центр —столиця країни Манама. На території в 90 км² проживає 534 939 бахрейнців.

## Розташування
Столична мухафаза знаходиться в північній частині Бахрейну, на узбережжі Перської затоки і межує:
- з півдня — з Південною мухафазою;
- із заходу — з Північною мухафазою;
- зі сходу — з Мухаррак мухафазою;

## Історія
На початку ХХ-го століття англійські намісники в Бахрейні задалися ціллю впорядкувати свої уділи адміністративно — учинивши адміністративну реформу в Бахрейні (вперше серед країн Перської затоки), яка змінювала державні органи та суспільство в еміраті Бахрейн. Після 2-ї світової війни та в переддень Весни народів, англійська корона провела адміністративні зміни, створивши на базі історичних центрів держави кілька адміністративних одиниць. Пізніше, після здобуття незалежності Бахрейну, в 1971 році, емір Бахрейну Іса ібн Салман аль-Халіфа, розмежував територію еміратства на кілька адміністративних одиниць — мінтаки, серед яких, зокрема, мінтака Манама. А 3 липня 2002 року вона була реформована в Столичну мухафазу.

## Населення і поселення
Від початків свого заснування Столична мухафаза динамічно розвивалася, від 163 696 бахрейнців в 2002 році до 329 510 жителів в 2010 році. Більшість його мешканців емігранти, які працюють в столиці країни, але й чимало катарців.
Загалом Столична мухафаза розділена на кілька зон виборчо-адміністративних, а до її складу входять кілька міст та поселень:

## Економіка
Столична мухафаза, через економічне зростання Бахрейну відображає надзвичайне розширення його столиці в якій розміщені промислові та економічні об'єкти країни.